# Marcus
Marcus er et drengenavn, der stammer fra latin og betyder "den stridbare". En af Jesus' evangelister hed Markus, og derfor er navnet meget udbredt i kristne samfund.
Blandt varianterne af navnet findes Markus, Marko (fra sydslavisk), Marco (fra italiensk), Marcos (fra spansk), Marek (fra polsk) og Markos (fra græsk), og ifølge Danmarks Statistik bærer lidt over 6.000 danskere et af disse navne.
Navnet Mark er i slægt med Marcus. 

## Kendte personer med navnet

### Fra Romerriget
- Marcus Antonius, politiker og general.
- Marcus Aurelius Antoninus, kejser, kendt som Heliogabalus.
- Marcus Aurelius, kejser.
- Marcus Junius Brutus, senator, kendt som Brutus.
- Marcus Furius Camillus, diktator.
- Marcus Tullius Cicero, politiker og forfatter.
- Marcus Licinius Crassus, politiker.
- Marcus Valerius Martialis, digter, kendt som Martial.

### Fra nyere tid
- Marcus Allbäck, svensk fodboldspiller.
- Marco van Basten, hollandsk fodboldspiller.
- Marco Evaristti, chilensk-dansk kunstner.
- Marcus Gheeraerts den Ældre, flamsk kunstner.
- Marcus Grönholm, svensk rallykører.
- Marcus Lantz, svensk fodboldspiller.
- Marco Materazzi, italiensk fodboldspiller.
- Markus Näslund, svensk ishockeyspiller.
- Marco Pantani, italiensk cykelrytter.
- Marko Pantelic, serbisk fodboldspiller.
- Marco Polo, italiensk opdagelsesrejsende.
- Marcos Roberto Silveira Reis, eller blot Marcos, en brasiliansk fodboldspiller (målmand)
- Marco Rota, italiensk tegneserietegner.
- Marcus Rubin, dansk nationalbankdirektør.
- Marcus Rubin, dansk journalist.
- Marcus Wallenberg, svensk finansmand.
- Markus Wolf, østtysk STASI-leder.